# Cárcar
Cárcar és un municipi de Navarra, a la comarca de Ribera del Alto Ebro, dins la merindad d'Estella. Limita amb Lerín al nord, Andosilla a l'est i al sud, i a l'oest Sesma, Lodosa i Sartaguda.

## Demografia
| Evolució demogràfica                              | Evolució demogràfica | Evolució demogràfica | Evolució demogràfica | Evolució demogràfica | Evolució demogràfica | Evolució demogràfica | Evolució demogràfica | Evolució demogràfica | Evolució demogràfica | Evolució demogràfica |
| 1996                                              | 1998                 | 1999                 | 2000                 | 2001                 | 2002                 | 2003                 | 2004                 | 2005                 | 2006                 | 2007                 |
| ------------------------------------------------- | -------------------- | -------------------- | -------------------- | -------------------- | -------------------- | -------------------- | -------------------- | -------------------- | -------------------- | -------------------- |
| 1 257                                             | 1 239                | 1 259                | 1 244                | 1 264                | 1 247                | 1 191                | 1 118                | 1 232                | 1 230                | 1 199                |
| Fonts: Cárcar i Institut d'Estadística de Navarra |                      |                      |                      |                      |                      |                      |                      |                      |                      |                      |

## Toponímia
Cárguar, Caracar i Karakarre, com va ser anomenat en èpoques anteriors, l'actual Cárcar ve prenent el seu nom de la paraula de l'ibèric <<car>>, que significa plaça forta o fortalesa, atès que en el poble van existir alhora dos <car>, o fortaleses distintes, pel que es deduïx que finalment s'anomenà Cárcar.